# Otospermophilus beecheyi
Otospermophilus beecheyi là một loài động vật có vú trong họ Sóc, bộ Gặm nhấm. Loài này được Richardson mô tả năm 1829.

## Hình ảnh

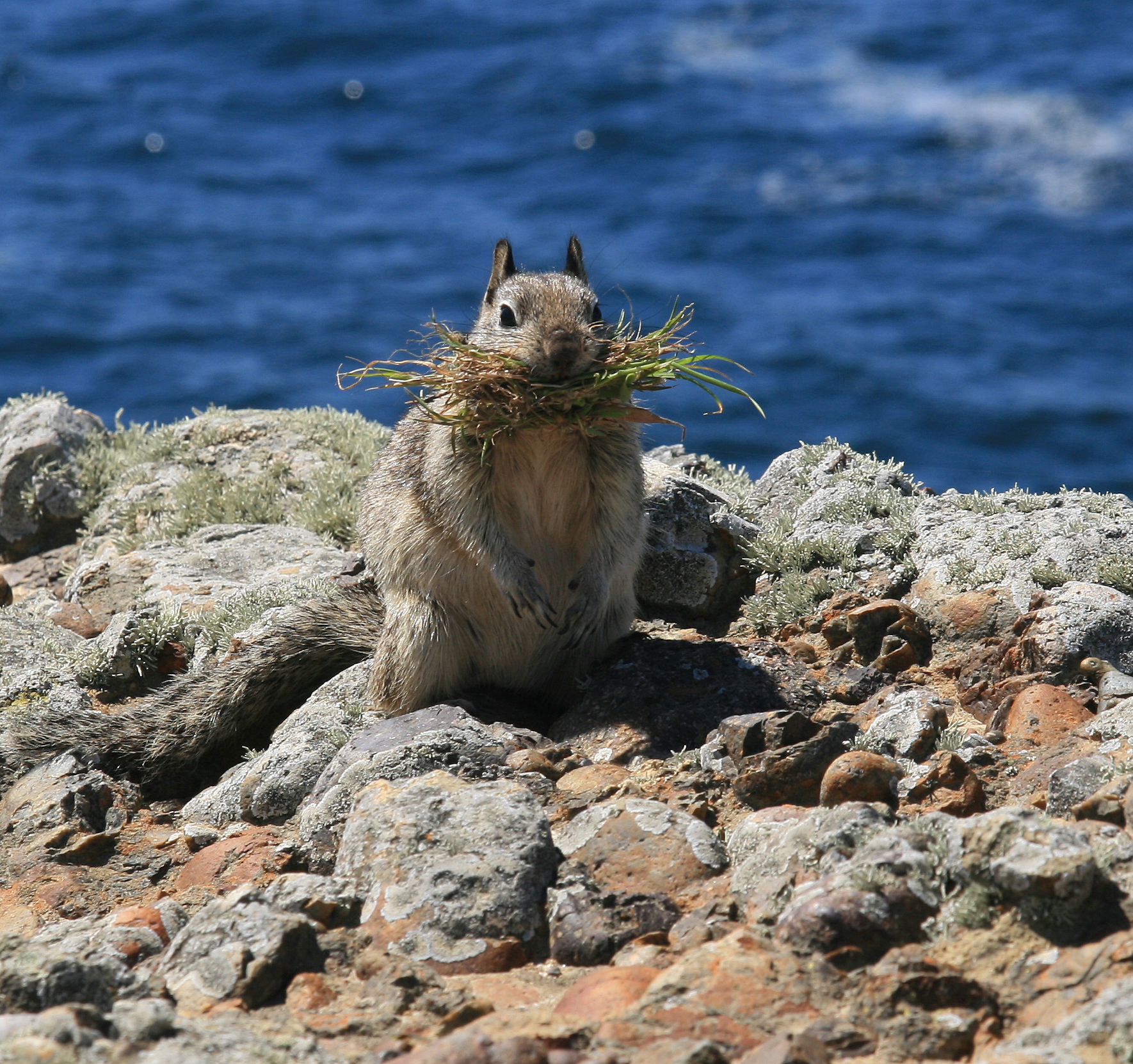
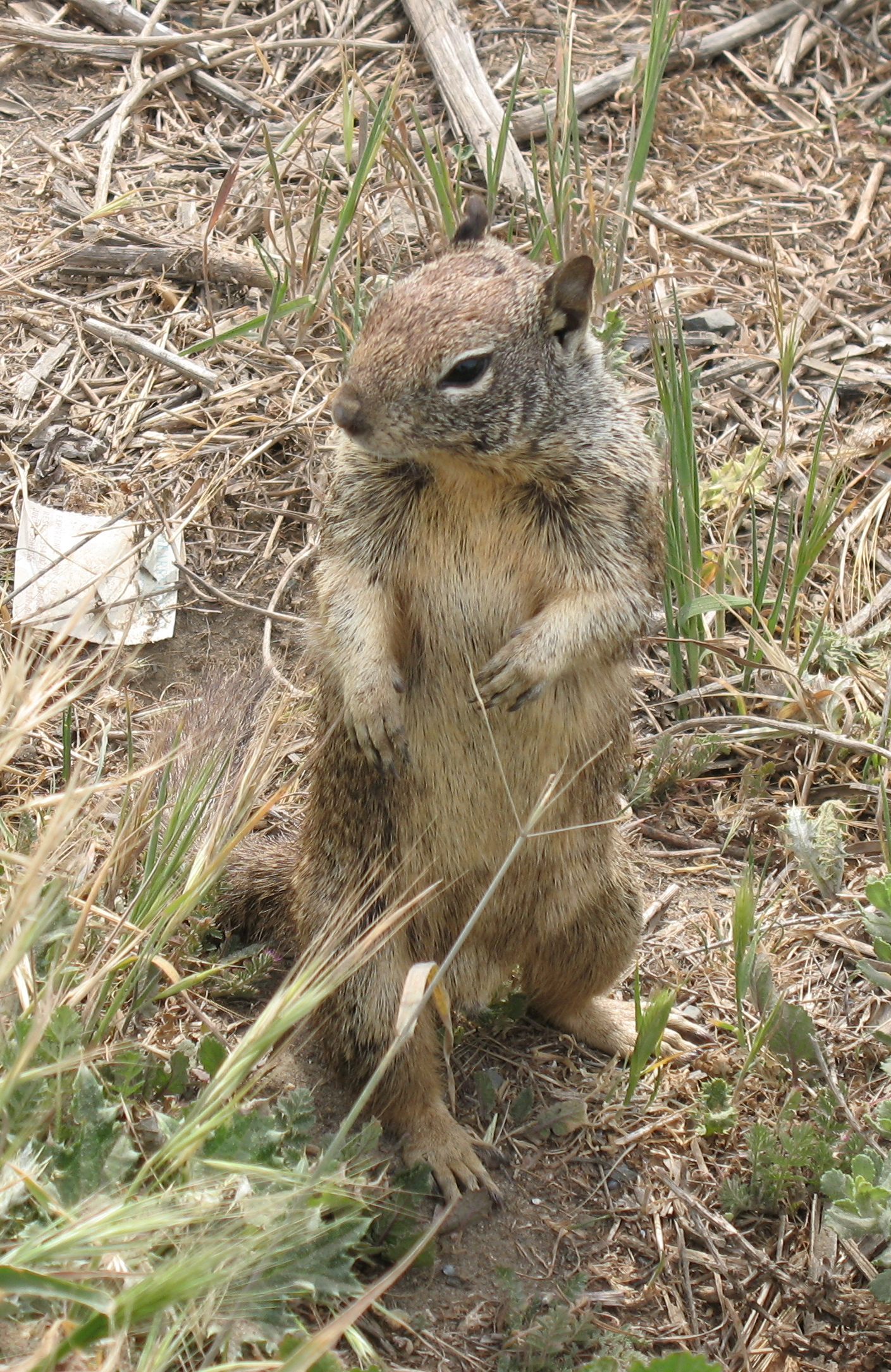
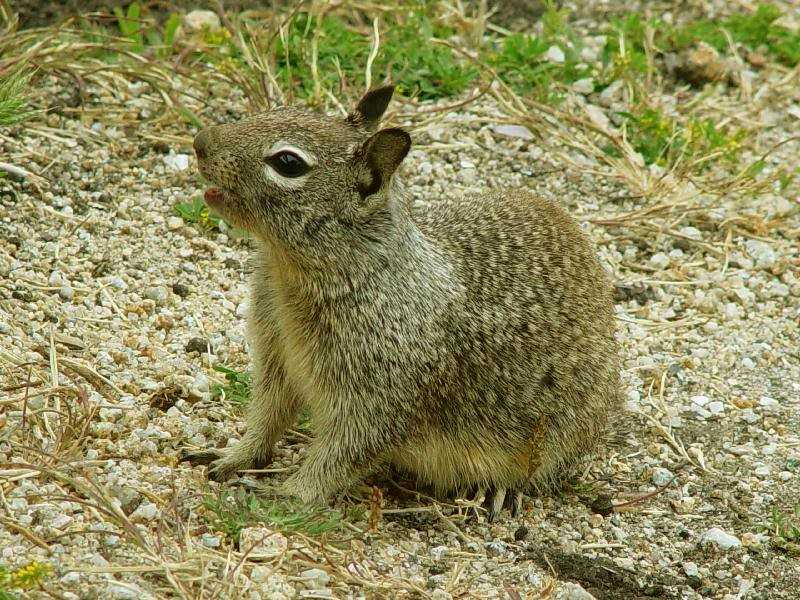